# 村上泰亮
村上 泰亮（むらかみ やすすけ、1931年〈昭和6年〉2月27日 - 1993年〈平成5年〉7月1日）は、日本の経済学者。専門は理論経済学。学位は、経済学博士（東京大学・1961年）。東京大学教授・国際日本文化研究センター教授・国際大学教授を歴任。

## 生涯
東京生まれ。父は東京学芸大学学長、青山学院大学学長などを務めた教育学者の村上俊亮。1953年東京大学教養学部教養学科イギリス科卒業。58年同助教授、のち教授。1961年、東京大学経済学博士。博士論文は『近代経済学の構造』。
東大教養学部教授在任中の1988年、同学部社会科学科への中沢新一の助教授任用が教授会で否決される（東大駒場騒動）と、東大の閉鎖的体質を批判し、西部邁に続いて辞職した。
その後、国際日本文化研究センター（日文研）、国際大学各教授を歴任した。

## 研究
1960年代は理論経済学、特に社会選択理論で世界的な業績を上げ、その成果は『Econometrica』などの有名雑誌の論文として掲載された。
1970年代は経済体制の研究を行ない、1973年論文「病める先進国」で吉野作造賞を受賞。
1980年、佐藤誠三郎、公文俊平との共著『文明としてのイエ社会』は、日本の歴史をウジ社会からイエ社会への転換として通観するもので、同書で尾高賞を受賞。同書は左派からは、封建社会を肯定するものとして批判された。同年筑井甚吉との共著"Turnpike Optimality in Input-Output Systems"で第23回日経・経済図書文化賞受賞。
1980年代には「社会階層と社会移動全国調査（SSM調査）」を参照し、現代日本では教育・文化・経済などといった面で古典的な社会階級・階層が溶解し、「中」意識を持つ広範な社会が登場したとする「新中間大衆」論を主張し、話題を呼ぶ。また、『反古典の政治経済学』においては古典派経済学が認めるよりも広い範囲で、政府による産業保護政策は有効な効果を挙げられるとする「開発主義」論を展開した。
『中央公論』をはじめとする論壇誌での評論活動でも知られ、佐藤誠三郎らと共に中曽根康弘政権のブレーントラストとしても活躍した。

## 著書

### 単著
- 『経済成長』（日本経済新聞社, 1971年）
- 『産業社会の病理』（中央公論社「中公叢書」, 1975年、新装版1985年／中公クラシックス, 2010年）
- 『新中間大衆の時代――戦後日本の解剖学』（中央公論社, 1984年／中公文庫, 1987年）
- 『反古典の政治経済学（上）　進歩史観の黄昏』（中央公論社, 1992年）
- 『反古典の政治経済学（下）　21世紀への序説』（中央公論社, 1992年）
- 『反古典の政治経済学要綱――来世紀のための覚書』（中央公論社, 1994年）
- 『文明の多系史観――世界史再解釈の試み』（中公叢書, 1998年）

### 英文著作
- Logic and social choice, (Routledge & Kegan Paul, 1968).
- An Anticlassical Political-economic Analysis: A Vision for the Next Century, trans. by Kozo Yamamura, (Stanford University Press, 1996).

### 共著
- （熊谷尚夫・公文俊平）『現代経済学（10）経済体制』（岩波書店, 1973年）
- （公文俊平・佐藤誠三郎）『文明としてのイエ社会』（中央公論社, 1979年）
- （中曽根康弘・佐藤誠三郎・西部邁）『共同研究「冷戦以後」』（文藝春秋, 1992年）
- （西山賢一・田中辰雄）『マニフェスト新しい経済学』（中央公論社, 1994年）

### 共編著
- （上野裕也）『日本経済の計量分析――モデル分析の展望と発展』（岩波書店, 1975年）
- （竹内靖雄・公文俊平）『講座現代経済思潮（3）社会・経済システム』（東洋経済新報社, 1978年）
- （西部邁）『経済体制論（2）社会学的基礎』（東洋経済新報社, 1978年）
- （浜田宏一）『経済学の新しい流れ――日本経済の理論と現実』（東洋経済新報社, 1981年）
- （福地崇生）『日本経済の展望と課題――内田忠夫先生退官記念』（日本経済新聞社, 1985年）

### 訳書
- ウォルト・ロストウ『経済成長の諸段階――1つの非共産主義宣言』（ダイヤモンド社, 1961年）
- エドウィン・マンスフィールド『技術革新と研究開発』（日本経済新聞社, 1972年）
- ダニエル・ベル『脱工業社会の到来――社会予測の一つの試み』（ダイヤモンド社, 1975年）
- ケネス・J・アロー『組織の限界』（岩波書店, 1976年、新版1999年／ちくま学芸文庫、2017年）

### 著作集
- 『村上泰亮著作集　（全8巻）』（中央公論社, 1997-98年）

### 学術論文
- Murakami, Yasusuke (1961). “A Note on the General Possibility Theorem of the Social Welfare Function”. Econometrica 29 (2):  244-246. doi:10.2307/1909293. JSTOR 1909293.
- Murakami, Yasusuke; Negishi, Takashi (1964). “A Note on a Formulation of External Economy”. International Economic Review 5 (3):  328-334. doi:10.2307/2525517. JSTOR 2525517.
- Kubo, Machiko; Murakami, Yasusuke (1964). “Migration of Agrarian Labour Force and the Theory of Disguised Equilibrium”. Indian Economic Journal.
- Murakami, Yasusuke (1966). “Formal Structure of Majority Decision”. Econometrica 34 (3):  709-718. doi:10.2307/1909779. JSTOR 1909779.
- Murakami, Yasusuke (1972). “Relative Stability in Two Types of Dynamic Leontief Models”. International Economic Review 13 (2):  408-415. doi:10.2307/2526034. JSTOR 2526034.
- Murakami, Yasusuke (1982). “The Age of New Middle Mass Politics: The Case of Japan”. The Journal of Japanese Studies 8 (1):  29-72. doi:10.2307/132276. JSTOR 132276.
- Murakami, Yasusuke (1985). “Ie Society as a Pattern of Civilization: Response to Criticism”. The Journal of Japanese Studies 11 (2):  401-421. doi:10.2307/132566. JSTOR 132566.
- Murakami, Yasusuke (1990). “Two Types of Civilization: Transcendental and Hermeneutic”. Japan Review (1):  1-34. JSTOR 25790885.